# Piton Deshaies
Le piton Deshaies est un sommet situé sur l'île de Basse-Terre en Guadeloupe. S'élevant à 306 mètres d'altitude, il se trouve sur la limite des territoires des communes de Deshaies et Sainte-Rose.

## Hydrographie
Situé dans le nord de l'île de Basse-Terre, à l'ouest du piton de Sainte-Rose, c'est sur son flanc septentrional que se trouve la source de la ravine Bisdary.

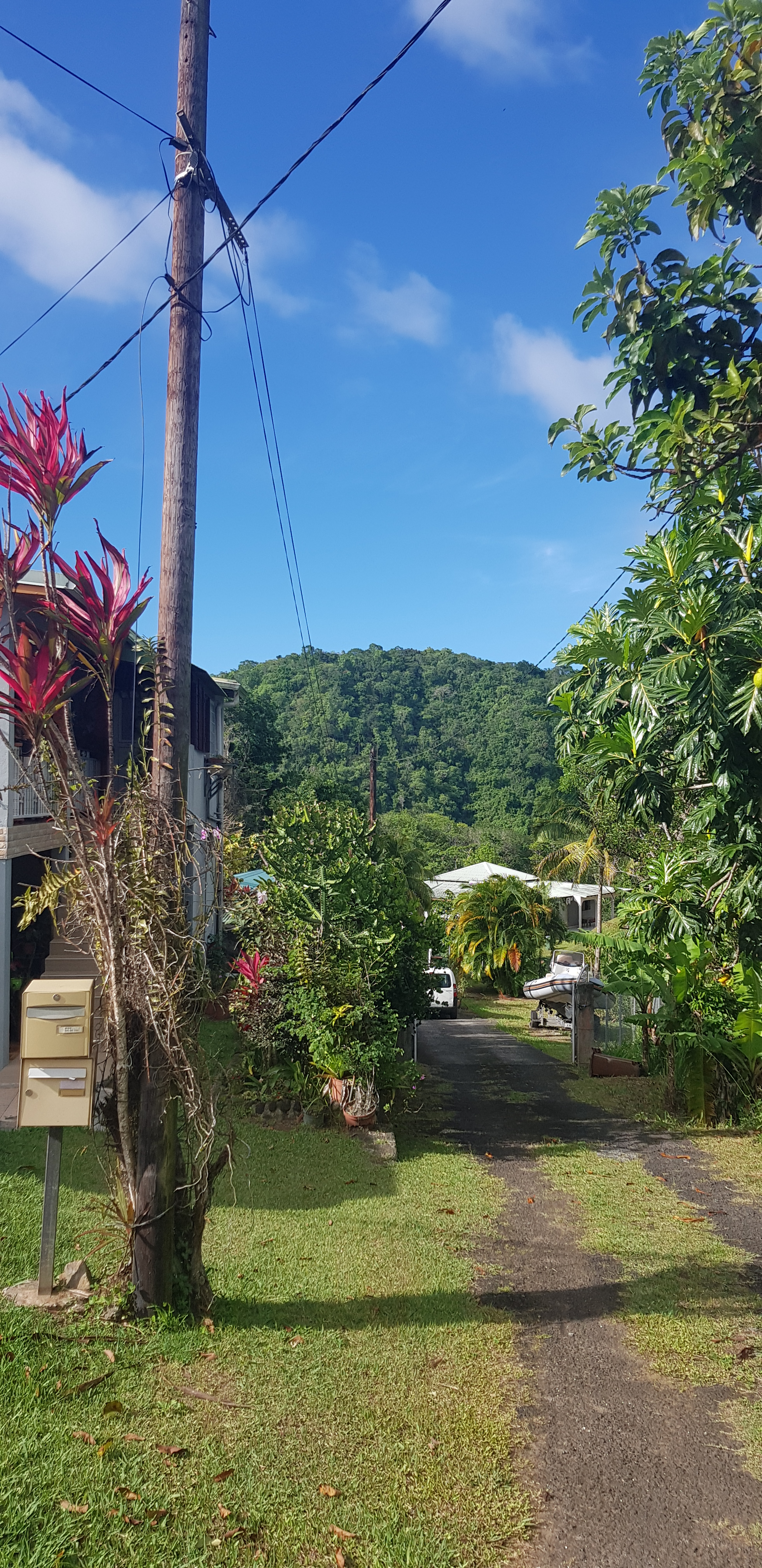
Piton Deshaies.
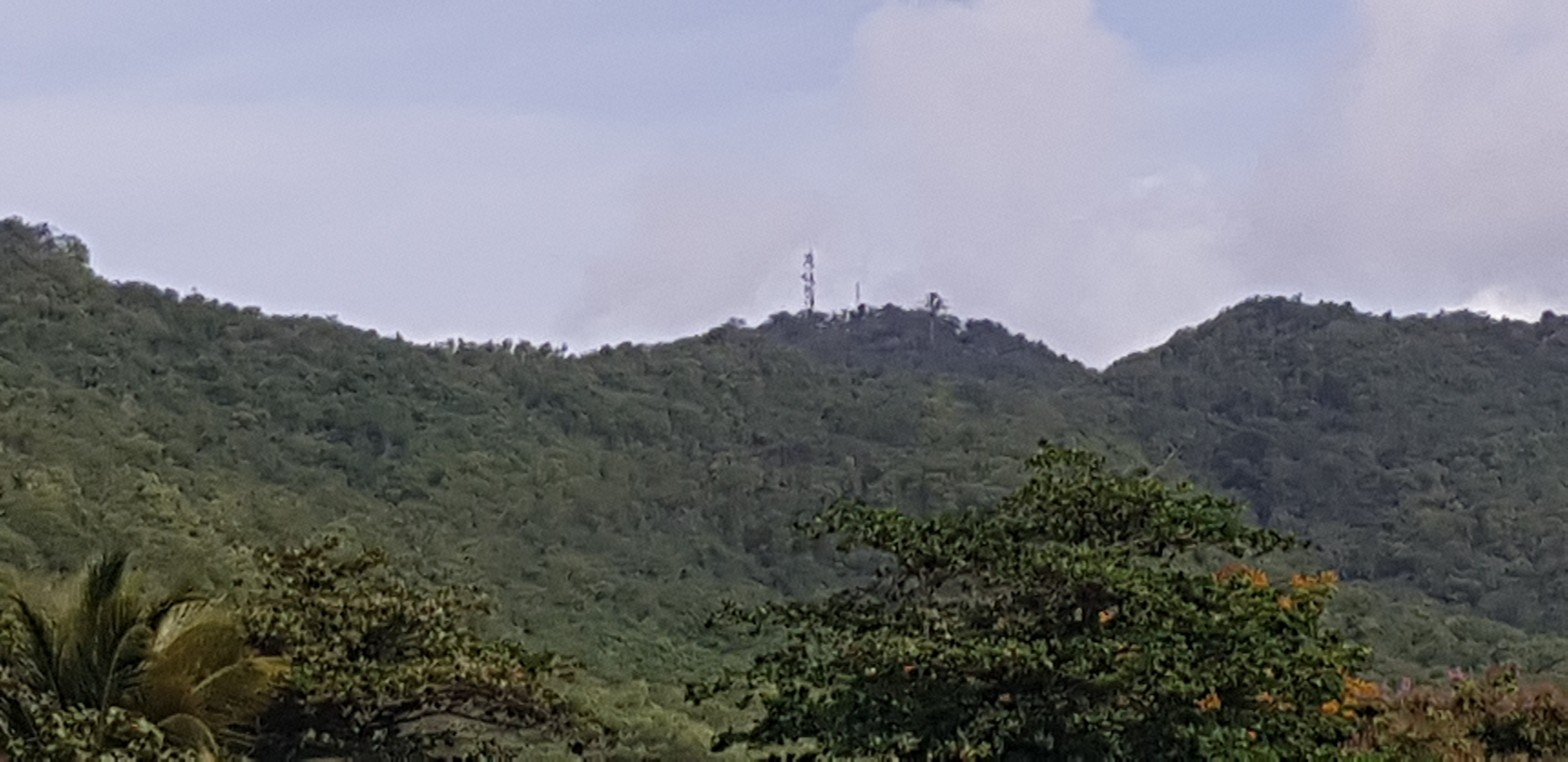
Piton Deshaies (à droite) et piton de Sainte-Rose.
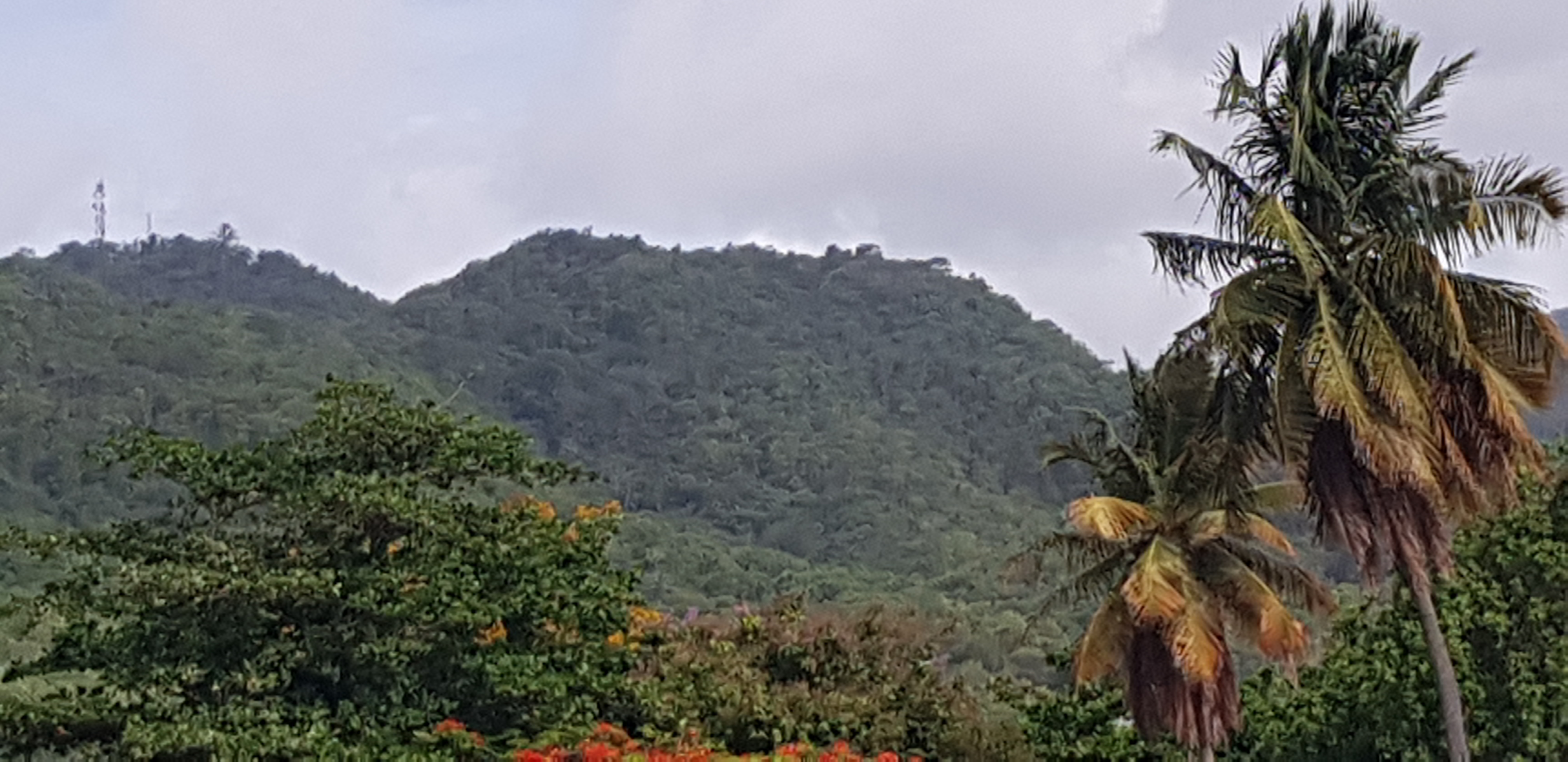
Piton Deshaies vu de la pointe du Petit Bas-Vent.